# Superbe (1738)
Pour les autres navires du même nom, voir Le Superbe.
Le Superbe est un vaisseau de ligne de 74 canons de la Marine royale française lancé en 1738. Il est construit à Brest par l'architecte naval Laurent Helie. Il fait partie de ce petit nombre de bâtiments lancés dans les vingt-cinq premières années du règne de Louis XV, période de paix marquée par de faibles crédits pour la Marine. Il participe à la guerre de Succession d'Autriche et à la guerre de Sept Ans. Il est coulé le 20 novembre 1759 lors de la bataille des Cardinaux.

## Description
Bien que portant 74 canons, il n'a rien à voir avec la classe dite des « vaisseaux de 74 canons » sortie des arsenaux à partir de 1743 et 1744 et dont la conception est très différente. Il n'est percé qu'à 13 sabords sur sa batterie basse (contrairement aux « 74 canons » qui ont 14 sabords). Il porte vingt-six canons de 36 livres sur sa première batterie, vingt-huit canons de 18 sur sa deuxième batterie, seize canons de 8 et quatre canons de 4 sur ses gaillards.

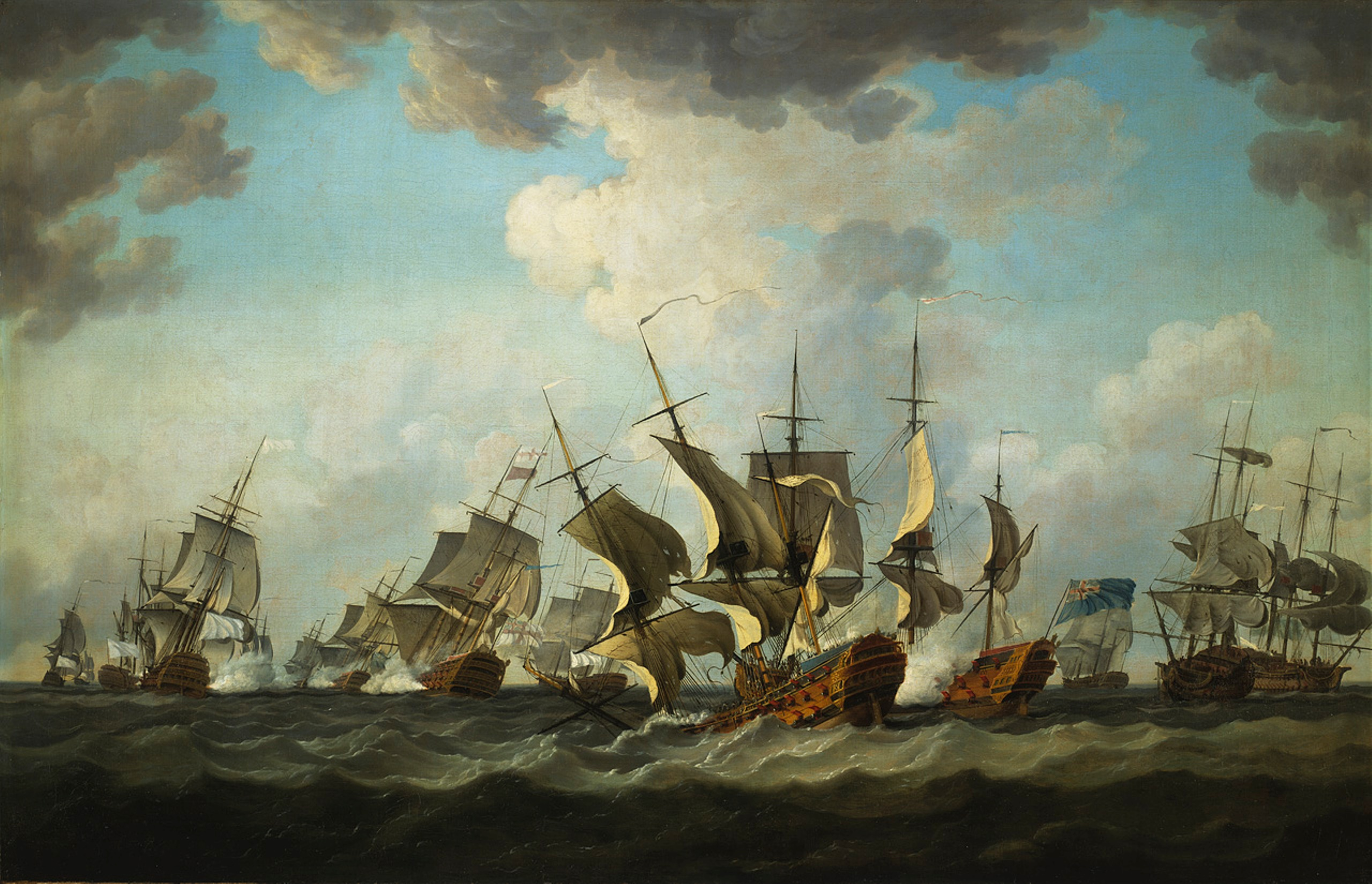
Bataille des Cardinaux en 1759 peinte par Richard Paton

## Histoire

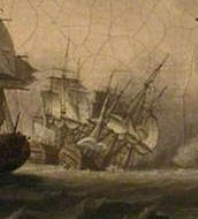
Le Superbe sombrant à la bataille des Cardinaux

Plan de la bataille des cardinaux, avec la position du Superbe au moment de son naufrage.

### Guerre de Succession d’Autriche (1740 - 1748)
Du 24 juillet 1740 au 5 mai 1741, Emmanuel-Auguste de Cahideuc est le second sur le Superbe du chef d’escadre de Roquefeuil, qui commande une division dans l’escadre du vice-amiral d’Antin envoyé croiser aux Antilles entre la Martinique et Saint-Domingue alors que la tension monte entre la France et l'Angleterre.

### Guerre de Sept Ans (1756 - 1763)
En 1757, le Superbe se retrouve intégré dans l'escadre de 9 vaisseaux et 2 frégates de Dubois de la Motte qui doit passer en Amérique pour y défendre Louisbourg. Le 3 mai, il quitte Brest et arrive à bon port quelques semaines plus tard, participant ainsi à l'importante concentration navale qui sauve Louisbourg de l'invasion cette année-là. En octobre, le Superbe quitte la place pour rentrer en France. Comme les autres vaisseaux, il est touché par la grave épidémie de typhus qui ravage les équipages et qui contamine Brest à l'arrivée en novembre, faisant des milliers de morts dans la ville.
Le 20 novembre 1759, le Superbe prend part à la bataille des Cardinaux, commandé par de Montalais. L’arrière-garde française est rattrapée par les premiers vaisseaux britanniques, le Torbay, le Resolution, le Warspite et le Dorsetshire ; les premiers coups de feu sont échangés à partir de 14 h 30. Vers 16 h 30, le Royal George et le Soleil Royal — celui-ci étant protégé par le Superbe, l’Intrépide et le Tonnant — se font face. Alors que le Soleil Royal parvient à se dégager, le Superbe sombre par le travers à 16 h 41 avec 630 hommes d’équipage à son bord, « tandis que, sur les huniers, les grenadiers tirent encore sur l’ennemi ».
Tout comme pour le Thésée vers 16 h, le naufrage est dû à l’entrée de la mer par les sabords ouverts de la batterie basse. Selon Alfred Doneaud du Plan, un virement de bord précipité, la précision du tir anglais, la fermeture tardive des sabords après un tir par un équipage peu entraîné, voire l'orgueil du capitaine refusant de voir le danger présenté par les sabords restant ouverts, sont à l’origine de cette entrée d’eau désastreuse.
Pour Olivier Chaline, le Superbe n’ayant que 70 canons face aux 100 pièces du Royal George, tente de réduire le désavantage en faisant donner les pièces lourdes de sa batterie basse. La mer s’engouffre alors par les vantaux ouverts du vaisseau, qui est, de surcroît, au vent de son adversaire. En deux bordées du Royal George, le Superbe disparaît dans les flots. Quelques hommes du Superbe sont secourus par les Britanniques.
Le Superbe fait partie des 6 navires perdus par la France lors de cette lourde défaite qui met un terme aux projets de débarquement en Angleterre. En comptant plus large, il fait partie des 37 vaisseaux perdus par la France pendant la désastreuse guerre de Sept Ans.

## L'épave et ses possibilités d'exploitation archéologiques
L'épave a été localisée en 1984 par l'équipe de Jean-Michel Eriau qui depuis des années rassemble une abondante documentation sur la bataille des Cardinaux. Elle gît à 2,5 milles à l’ouest de l’île Dumet. Le navire, recouvert par les alluvions de la Vilaine, n'a pas été fouillé par les archéologues sous-marins. Son état de conservation semble cependant excellent et pourrait livrer d'énormes informations sur les techniques de construction navale dans les années 1730 ainsi qu'une foule d'objets sur l'équipement et la vie quotidienne des marins au XVIIIe siècle. Ce chantier complexe n'a, pour l'instant, pas encore trouvé les financements très important qu'il requiert, d'autant qu'il y a aussi deux autres épaves de la bataille des Cardinaux qui pourraient être fouillées méthodiquement (le Juste et le Thésée).